# 성태경
성태경(成泰慶, 1917년 6월 17일 ~ 1993년 9월 30일)은 교사, 관료를 거친 대한민국의 정치인이다. 제1공화국에서 부통령인 장면의 비서실장을 지냈으며, 제5대 국회의원도 역임했다.

## 약력
- 경성관립사범학교 졸업
- 조선공립보통학교 교사
- 이리공립보통학교 교사
- 일본 주오대학 법과 졸업
- 일본 고등문관시험 행정과 합격
- 경상북도 영주군 군수, 감찰관
- 상공부 광정국 석탄과장
- 대한석탄공사 설립위원회 간사
- 국회 사법위ㆍ농림위 위원
- 부통령 비서실장
- 변호사

## 역대 선거 결과
|  | 34.94% |

|  | 59.63% |

|  | 21.93% |

|  | 32.07% |